# Bauzaun

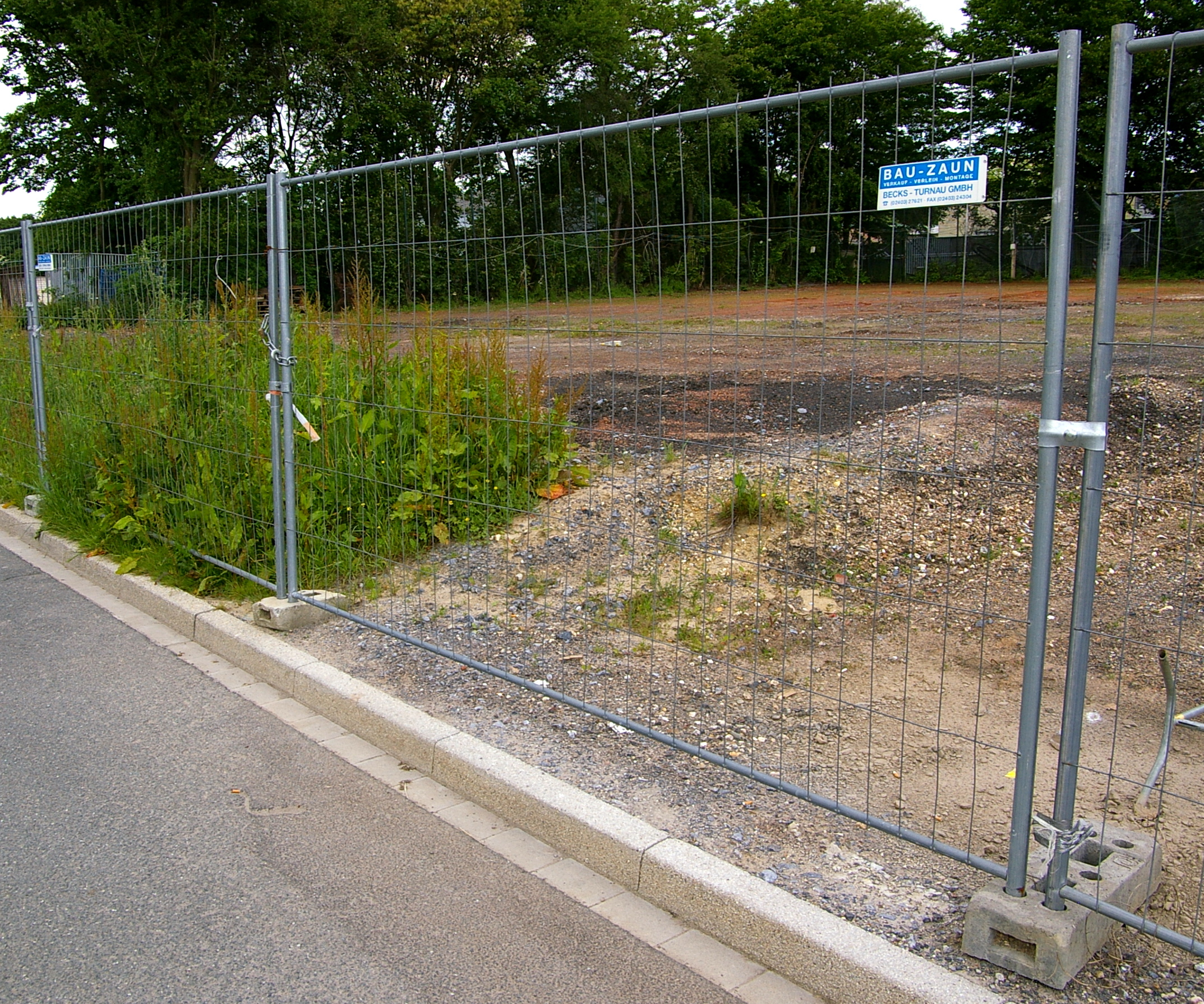
Bauzaun aus Drahtgitterelementen mit Betonsockeln

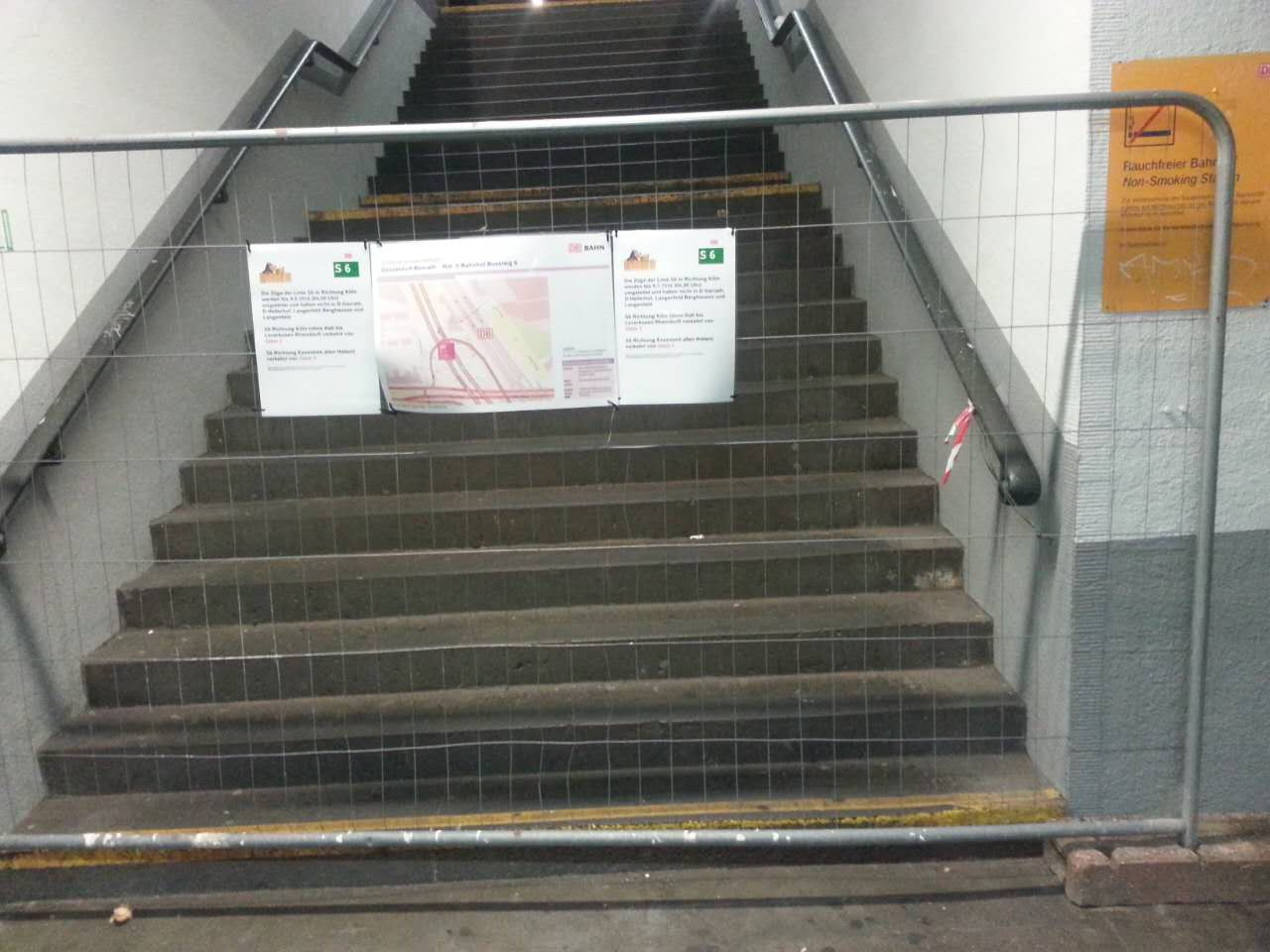
Bauzaun aus Drahtgitterelementen mit Betonfüßen zur Absperrung einer Treppe

Als Bauzaun (oft auch Mobilzaun) bezeichnet man die temporäre Umgrenzung, Absperrung oder Absicherung eines beliebigen Ortes. In dem Fall, dass er zur Absicherung einer Baustelle verwendet wird, gehört er zur Baustelleneinrichtung. Die Bezeichnung „Bauzaun“ oder „Baustellenzaun“ ist abgeleitet vom häufigsten Einsatzzweck, der Absicherungen von Baustellen. 

## Stahlgitterzaun
Heute werden in Deutschland meist standardisierte verzinkte Drahtgitterelemente mit einer Länge von ca. 3,50 m und einer Höhe von 1 oder 2 m verwendet, die in Bauzaunfüße aus Beton oder Recyclingkunststoff eingestellt werden.
Als Zubehör für die Stahlgitterelement sind erhältlich:
- Klammern aus Stahlblech, die jeweils zweier Elemente verbinden (z. B. durch Verschraubung mit einer M10-Mutter), um das Öffnen des Zauns durch Ausheben von Zaunelementen zu erschweren
- Kunststoffgewebe-Bahnen, die als Sichtschutz am Element angebracht oder als Streifen in das Gitter geflochten werden
- Rollen, die statt Fußplatte unten am Zaunelement befestigt werden, um die Elemente als Tor verwenden zu können

## Weitere Bauzäune
Traditionell wurden Bauzäune individuell aus Holzbrettern gefertigt. Um spezielle Anforderungen an Sicht-, Staub- und Unfallschutz oder an die Gestaltung zu erfüllen, werden Bauzäune auch heute noch aus Holz, Holzwerkstoffplatten oder Stahlblech erstellt. Pfostenfüße können vor Ort aus mit Beton ausgegossenen Autoreifen hergestellt werden. 

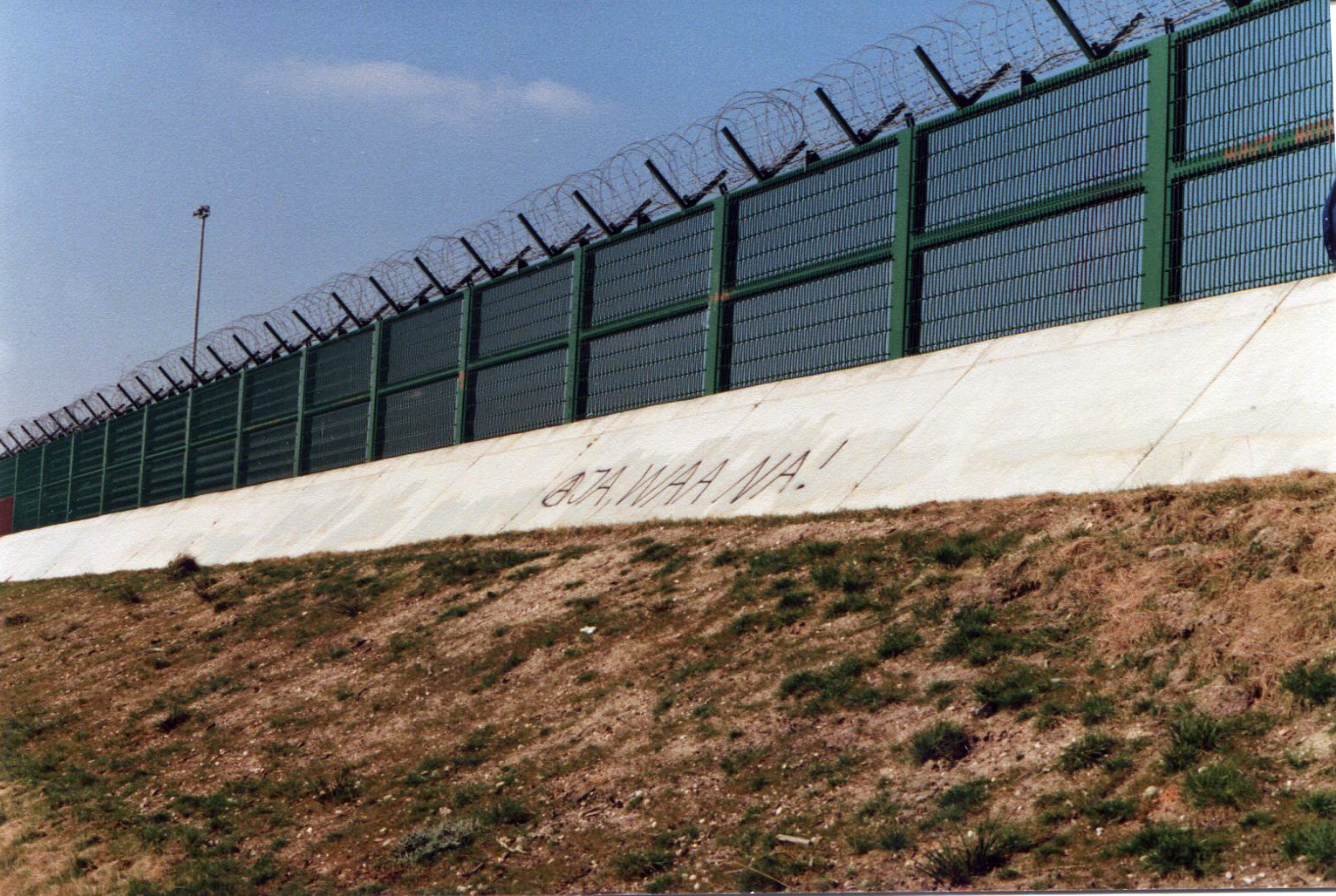
WAA-Bauzaun in den 80er Jahren

Eine besonders stabile Bauzaunvariante wurde in den 80er-Jahren um die atomare Wiederaufarbeitungsanlage Wackersdorf errichtet.
Für bestimmte Einsatzzwecke stellen Unfallverhütungsvorschriften bestimmte Anforderungen an die Aufstellung und Ausführung des Bauzauns.

## Einsatzmöglichkeiten von Bauzäunen
Bauzäune sind vielfältig einsetzbar. Sie dienen nicht nur dem Schutz von Baustellen vor unbefugtem Betreten oder dem Absperren von Baugruben zur Sicherheit von Passanten, sondern auch zur Abgrenzung von befriedetem Gebieten im Bereich des Veranstaltungsschutzes sowie für das Privatgelände zur Vorbeugung gegen Vandalismus und Diebstahl. Auch bei Messen und Großveranstaltungen werden Bauzäune oftmals im Bereich der Parkraumüberwachung und des Parkraummanagements für die Kontrolle und Einhaltung der Parkflächen genutzt.

Bauzaunstrebe zur Abstützung
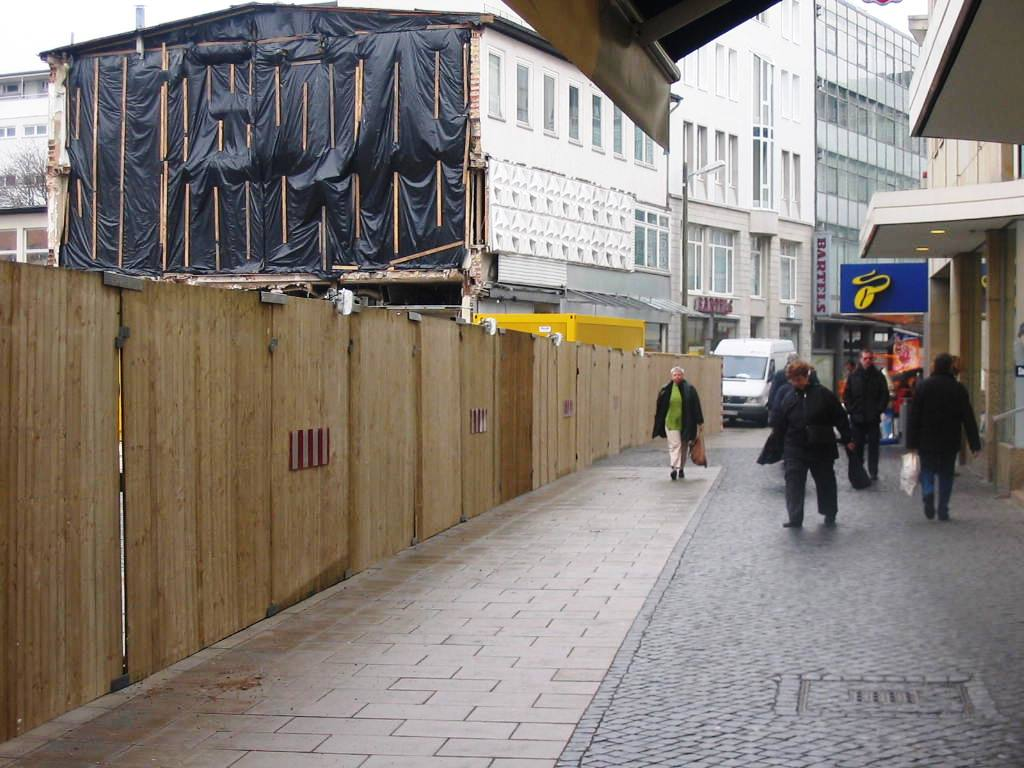
Holz-Bauzaun (Sichtschutz)
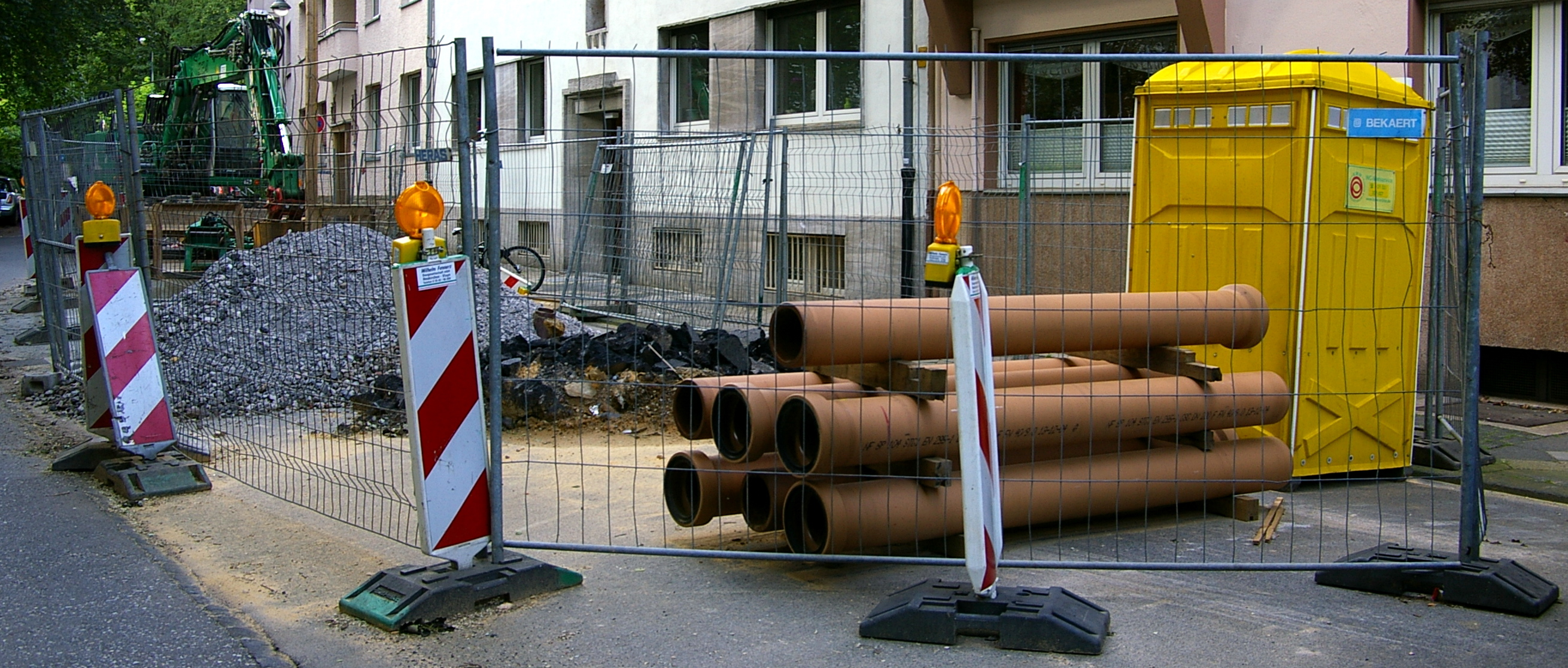
Ein Bauzaun mit Bakenfüßen, die zugleich auch Warnbaken tragen
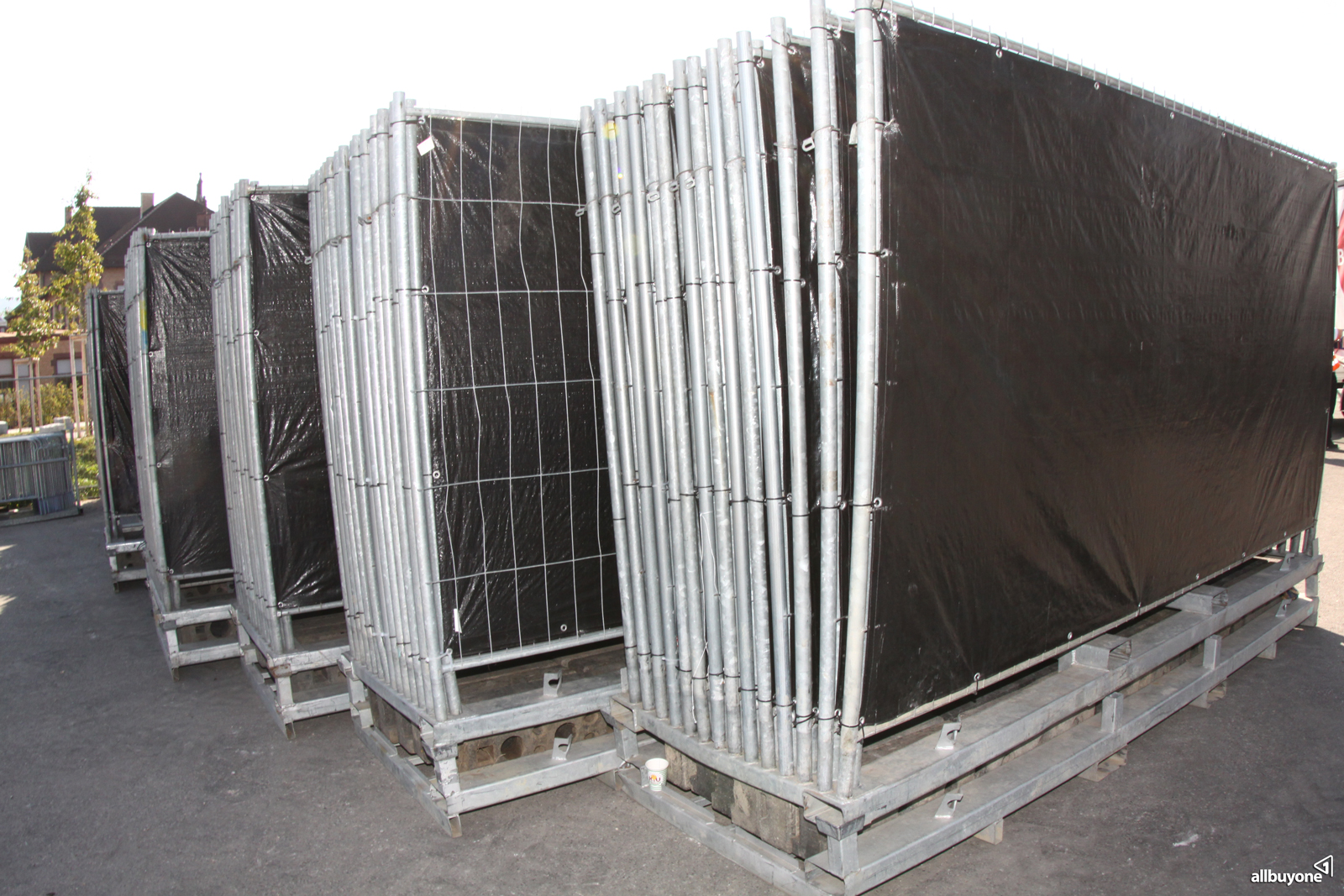
Eine spezielle Halterung (Trapo Dolly) dient zum Heben und zum Transport von Zaunelementen
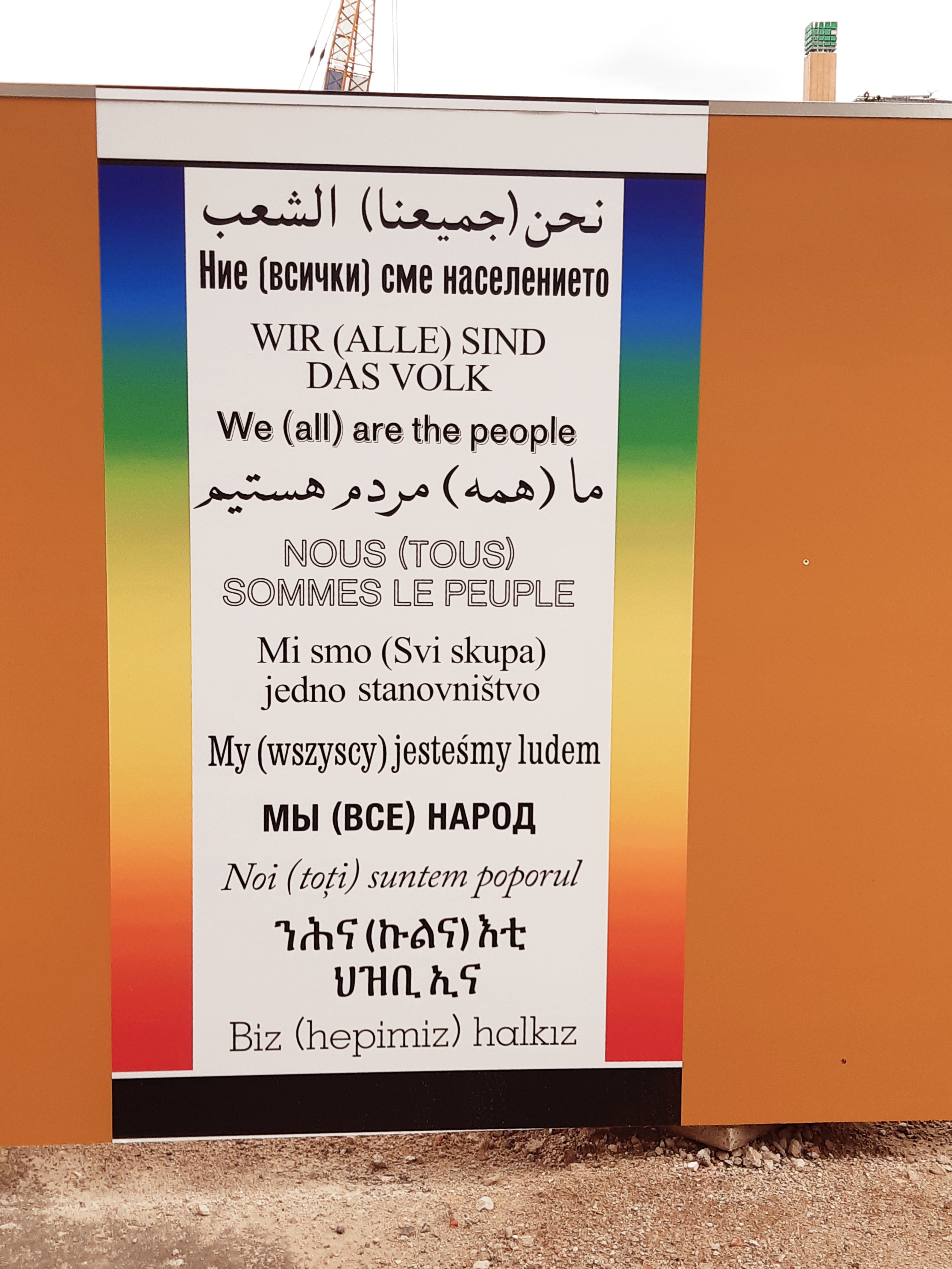
Vom politischen Konzeptkünstler Hans Haacke gestalteter Bauzaun